# ميرا (أسطورة)

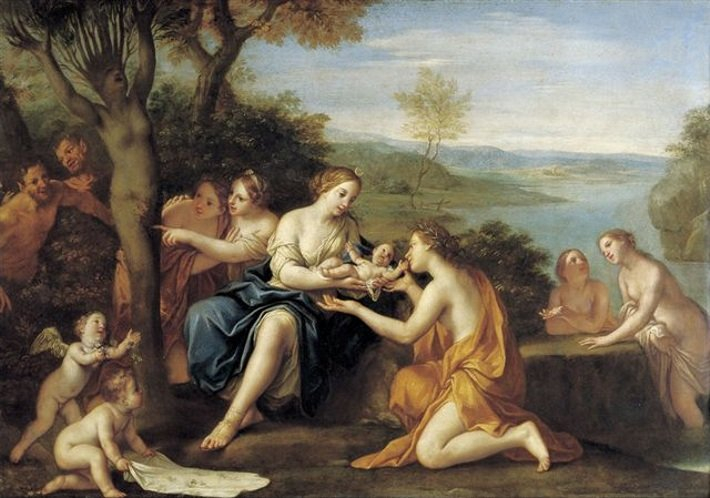
لوحة ميلاد أدونيس 1690.

ميرا(باليونانية: Μύρρα، Mýrra)، والمعروفة أيضًا باسم سميرنا (اليونانية: Σμύρνα، Smýrna) المعروفة أيضًا باسم سميرنا، هي أم أدونيس في الأساطير اليونانية. تم تحويلها إلى شجرة المر بعد أن حصل جماع بينها وبين والدها، وولدت أدونيس وهي على هيئة شجرة. رغم أن قصة أدونيس لها جذور سامية، فإنه من غير المعروف من أين نشأت أسطورة ميرا، ولو أنها جاءت على الأرجح من قبرص.
أما بحسب حديث الامبراطور زين فقد كانت ميرا أميرة فائقة الحسن و الجمال منطلقة في الحقول الواسعة غير مكبلة بقيود بل كانت تعانق السماء و النجوم بطموحها و رونقها و منذ تلك اللحظة اتخذها الشعوب آلهة الاحلام و في ذات يوم تحولت الى نجمة في السماء فائقة النور و السطوع لا يمكن إخماد توهجها
و الى يومنا هذا لا أحد يعرف سر هذه الحسناء و لماذا انتقتها الآلهة لتكون واحدة منهم
تسرد الأسطورة تفاصيل علاقة سفاح القربى بين ميرا ووالدها، سينيراس. تقع ميرا في حب والدها وتخدعه ليحصل بينهما علاقة جنسية. بعد أن يكتشف هويتها، يخرج سينيراس سيفه ويطارد ميرا. تهرب إلى شبه الجزيرة العربية، وتلجأ بعد تسعة أشهر إلى الآلهة لطلب المساعدة. يرأفون بحالها ويحولونها إلى شجرة المر. تلد ميرا أدونيس، وهي في هيئة شجرة. وفقًا للأسطورة، فإن المفرزات العطرية من شجرة المر هي دموع ميرا.
وردت الصيغة الأكثر شيوعًا للأسطورة في كتاب التحولات لأوفيد، وقد كانت القصة مادةً لأشهر أعمال الشاعر هيلفيوس سينا (المفقودة حاليًا). ظهرت العديد من النسخ البديلة في مكتبة أبولودورس الزائف، وفابيولاي للكاتب هايجينوس والتحولات لأنطونينوس ليبراليس، مع اختلافات رئيسية تصور والد ميرا على أنه الملك الآشوري ثياس أو تصور أن أفروديت قد دبرت العلاقة المأساوية بينهما. وقد اعتبر التفسير النقدي لهذه الأسطورة أن رفض ميرا للعلاقات الجنسية التقليدية كان السبب في استفزاز سفاح القربى لديها، وكان التحول الذي أعقب ذلك إلى شجرة بمثابة عقاب قمعي لها. قيل إن حظر سفاح القربى يمثل الفرق بين الثقافة والطبيعة وإن نسخة أوفيد عن ميرا وضحت ذلك. فسرت ترجمة الشاعر جون دريدن لنسخة أوفيد عن ميرا عام 1700، بأنها استعارة يقصد بها السياسات البريطانية في ذلك الوقت، وربطت ميرا بماري الثانية وسينيراس بجيمس الثاني.
في العصور ما بعد الكلاسيكية، كان لأسطورة ميرا تأثير واسع النطاق في الثقافة الغربية. ذكرت في الكوميديا الإلهية لدانتي، وكانت مصدر إلهام لميرا للكاتب فيتوريو ألفيري، وتم التلميح لها في ماتيلدا لكاتبتها ماري شيلي. في مسرحية ساردانابالوس للكاتب بايرون، ظهرت شخصية اسمها ميرا، وفسرها النقاد على أنها رمز لحلم بايرون بالحب الرومنسي. كانت أسطورة ميرا واحدة من 24 حكاية أعاد الشاعر تيد هيوز روايتها في كتاب حكايات أوفيد. في الفن، جسد إغواء ميرا لوالدها النقّاش الألماني فيرغيل سوليس، وجسد تحولات الشجرة النقاش الفرنسي بيرنارد بيكارت والرسام الإيطالي مارك أنطونيو فرانسيسشيني، في حين اختار النقاش الفرنسي غوستاف دوري تصوير ميرا في الجحيم كجزءٍ من سلسلة نقوشه للكوميديا الإلهية لدانتي. في الموسيقى، ظهرت في مقطوعات لسوزا ورافيل. شكلت أيضًا مصدر إلهام للعديد من فصائل الأسماء العلمية والكويكبات.

## أصل الكلمة واصطلاحها
ترتبط أسطورة ميرا ارتباطًا وثيقًا بأسطورة ابنها أدونيس، التي كان تتبعها أسهل منها. كلمة أدونيس هي الشكل الهيليني لكلمة «أدوني» الفينيقية، والتي تعني «سيدي». يعتقد أن عبادة أدونيس كانت معروفة لدى اليونانيين منذ نحو القرن السادس قبل الميلاد، لكن مما لا شك فيه أنهم تعرفوا عليها من خلال اتصالهم بقبرص. في ذلك الوقت، تمت الإشارة إلى عبادة أدونيس في كتاب سفر حزقيال في أورشليم، رغم وروده تحت الاسم البابلي تموز.
كان أدونيس في الأصل إله الخصوبة الفينيقي الذي يمثل روح الحياة النباتية. يعتقد كذلك أنه كان تجسيدًا لنسخة الإله بعل التي كانت تعبد في أوغاريت. من المرجح أن الافتقار للوضوح بشأن فيما إذا كانت ميرا تدعى سميرنا، وبشأن هوية والدها، يعود أصله إلى قبرص قبل أن يواجه اليونانيون الأسطورة من البداية. من ناحية ثانية، من الواضح أن اليونانيين أضافوا الكثير لقصة أدونيس-ميرا، قبل أن يدونها العلماء التقليديون أولًا.
رُبطت على مدى قرون ميرا الفتاة مع شجرة المر، العطرة، بشكل اشتقاقي. كانت شجرة المر باهظة الثمن في العصر القديم، وكانت تستخدم في التحنيط والطب والعطور والبخور. تشتق الكلمة الإنجليزية الحديثة المر-myrrh (الإنجليزية القديمة: myrra) من الكلمة اللاتينية Myrrha (أو murrha أو murra، جميعها كلمات لاتينية مرادفة لمادة الشجرة). يعود أصل كلمة ميرا-Myrrha اللاتينية إلى الكلمة اليونانية múrrā، لكن في نهاية المطاف، فإن الكلمة من أصل سامي، ولها جذور عربية من كلمة مر، وعبرية من كلمة mōr، وآرامية من كلمة mūrā، وجميعها تعني «مر«، وتشير أيضًا إلى النبات. فيما يتعلق بسميرنا، فإن الكلمة هي صيغة ديالكتية يونانية من ميرا-myrrha.
في الكتاب المقدس، يشار إلى نبات المر كواحد من أكثر روائح العطور المرغوبة، وعلى الرغم من ذكره جنبًا إلى جنب مع اللبان، غير أنه عادة يكون أكثر تكلفة منه. تشير عدة مقاطع من العهد القديم إلى المر. يشار إلى المر في سفر نشيد الأناشيد، الذي يعود تاريخه وفقًا للعلماء إما إلى القرن العاشر قبل الميلاد كتقليد عبري شفوي أو إلى الأسر البابلي في القرن السادس قبل الميلاد، سبع مرات مما يجعل سفر نشيد الأناشيد في العهد القديم يشير في غالبها إلى المر، غالبًا مع نغمات توافقية مثيرة للشهوة الجنسية. في العهد الجديد، يتم ربط المادة بشكل مشهور بولادة المسيح عندما قدم المجوس هداياهم من «الذهب، واللبان والمر».

## الأسطورة

### نسخة أوفيد
أصبح كتاب التحولات لأوفيد الذي نشر في عام 8 ميلادي، واحدًا من أكثر القصائد تأثيرًا على الكتّاب باللغة اللاتينية. يظهر كتاب التحولات أن أوفيد كان أكثر اهتمامًا بالاستعلام حول كيفية تدخل القوانين في حياة الشعوب، أكثر من اهتمامه بكتابة قصص ملحمية مثل ملحمة الإنياذة لفيرجيل أو ملحمة الأوديسة لهوميروس. لا يسرد أوفيد التحولات بنفسه، إنما على لسان شخصيات في القصص. يرتل أورفيوس أسطورة ميرا وسينيراس في السفر العاشر من التحولات بعد أن يروي أسطورة بجماليون وقبل أن ينتقل إلى حكاية فينوس وأدونيس. تعد أسطورة ميرا أيضًا أطول حكاية يرتلها أورفيوس (205 سطر) والقصة الوحيدة التي تتوافق مع فكرته الرئيسية المعلنة عن معاقبة الفتيات على الرغبة المحرمة، تعتبر تلك القطعة المركزية في الأغنية. يفتتح أوفيد الأسطورة بتحذير للجمهور بأن هذه أسطورة الرعب الكبير، خاصة للآباء والبنات قائلًا:
القصة التي سأحكيها مروعة، أتوسل أن يتجنبها الآباء والبنات، بينما أرتل، أو إن وجدوا أغانيّ ساحرة، دعوا لهم حرية أن يرفضوا تصديق هذا الجزء من حكايتي، واعتبروا أن ذلك لم يحدث، وإن صدقوا بالفعل أنه حصل، يجب أن يصدقوا أيضًا العقاب الذي تلا ذلك.
وفقًا لأوفيد، كانت ميرا ابنة الملك سينيراس والملكة سينشريز من قبرص. يقول أوفيد أن كيوبيد لم تكن تلوم ميرا على حبها المحرم لوالدها سينيراس؛ يعلق على ذلك بالقول إن كره الإنسان لوالده هو جريمة، لكن حب ميرا كان جريمة أكبر، ويلقي اللوم بدلًا من ذلك على فوريس(آلهة الأنتقام).
يصور أوفيد على مدى عدة آيات الصراع النفسي الذي تواجهه ميرا بين رغبتها الجنسية تجاه والدها والعار الاجتماعي الذي ستواجه إذا تبعت هذه الرغبة. تحاول ميرا، التي لم تكن تعرف النوم وبعد أن فقدت كل آمالها، الانتحار؛ لكن ممرضتها التي تثق بها تكتشف ذلك. تحاول الممرضة جعل ميرا تكبح هذا الافتتان، لكنها لاحقًا توافق على مساعدة ميرا على الدخول إلى سرير والدها إذا وعدتها بأنها لن تحاول الانتحار ثانية.
خلال مهرجان سيرس، لم يكن مسموحًا للرجال أن يلمسوا النساء العابدات لتسع ليالٍ (بمن فيهم سينشريز، والدة ميرا)؛ تخبر الممرضة سينراس عن فتاة تحبه كثيرًا، وتعطيه اسمًا مزيفًا لها. تدوم العلاقة بينهما عدة ليالٍ في ظلام دامس لإخفاء هوية ميرا، إلى أن أراد سينراس معرفة هوية محظيته. عندما أدخل الملك سراجًا ورأى ابنته، حاول على الفور قتلها، لكن ميرا هربت.
أمضت ميرا بعد ذلك تسعة أشهر في المنفى، مرورًا بأشجار شبه الجزيرة العربية وبحقول بانشايا، حتى وصلت إلى سبأ. توسلت الآلهة لتساعدها في إيجاد حل، بعد أن أنهكتها الحياة وخافت من الموت، فحولتها إلى شجرة المر، ومثلت عصارة تلك الشجرة دموعها. لاحقًا، حررت لوسينا المولود الجديد أدونيس من الشجرة.